# Tegera Arena
Tegera Arena – kryte lodowisko w Leksand.  Zostało otwarte w październiku 2005 roku i jest domowym lodowiskiem Leksands IF. Może pomieścić 7 560 osób. 
Arena gościła mecze podczas Mistrzostw świata juniorów w hokeju na lodzie w 2007, wraz z FM Mattsson Arena w Morze. W następnym sezonie został rozegrany się tu 4 Nations Cup 2007. Rekordowa frekwencja 8 017 została osiągnięta podczas meczu Leksands IF – Mora IK. Jednak maksymalna pojemność została od tego czasu zmniejszona do 7 650 z powodu polepszenia zabezpieczeń. Do jesieni 2010 roku hala nosiła nazwę Ejendals Arena, lecz firma będąca właścicielem praw do nazwy zdecydowała, że chce promować markę zamiast nazwy firmy.

## Wydarzenia
| Wydarzenie       | Rok              |
| ---------------- | ---------------- |
| Melodifestivalen | 2009, 2012, 2019 |